# Jaap Schouten
Jaap Schouten (ur. 9 grudnia 1984 w Gravenhage) – holenderski wioślarz.

## Osiągnięcia
- Mistrzostwa Świata Juniorów – Duisburg 2001 – dwójka podwójna – 6. miejsce[1].
- Mistrzostwa Świata U-23 – Amsterdam 2005 – dwójka podwójna wagi lekkiej – 5. miejsce[1].
- Mistrzostwa Świata – Eton 2006 – ósemka wagi lekkiej – 6. miejsce[1].
- Mistrzostwa Świata – Monachium 2007 – jedynka wagi lekkiej – 3. miejsce[1].
- Mistrzostwa Świata – Linz 2008 – jedynka wagi lekkiej – 2. miejsce[1].
- Mistrzostwa Świata – Poznań 2009 – jedynka wagi lekkiej – 7. miejsce[1].
- Mistrzostwa Europy – Montemor-o-Velho 2010 – jedynka wagi lekkiej – 2. miejsce[1].